# Mississippiwouw
De Mississippiwouw (Ictinia mississippiensis) is een roofvogel uit de familie van de havikachtigen (Accipitridae).

## Verspreiding en leefgebied
Deze soort komt voor in de zuidelijk-centrale en zuidoostelijke Verenigde Staten en overwintert in Zuid-Amerika.

## Voortplanting
De nesten bevinden zich in hoge vlakke bomen in parken en plantages maar ook wel laag in Mesquita eiken zoals in Texas en Oklahoma. Het legsel bestaat uit 2 tot 3 witte eieren, het mannetje en het vrouwtje bebroeden deze om beurten zo'n 29 tot 31 dagen, dan komen de eieren uit. Ook de verzorging van de jongen doen ze samen, naderende dieren worden aangevallen om het nest en dus de eieren of de jongen te beschermen.